# Callopistria lagopus
Callopistria lagopus är en fjärilsart som beskrevs av Eugen Johann Christoph Esper 1788. Callopistria lagopus ingår i släktet Callopistria och familjen nattflyn. Inga underarter finns listade i Catalogue of Life.